# Ширет Елези
Ширет Елези (на албански: Shiret Elezi; на македонска литературна норма: Ширет Елези) е политик от Северна Македония от албански произход.

## Биография
Ширет Елези е родена на 20 март 1981 г. във Франкфурт. През 2000 г. завършва гимназията „Панче Поповски“ в Гостивар. През 2004 г. завършва Държавния университет в Тетово. Завършва магистратура през 2008 г. в Скопския университет и защитава дисертация през 2011 г. там. От 2012 г. е извънреден професор в Държавния университет в Тетово. В периода 2013 – 2016 г. е професор в Международния университет в Струга. От 16 януари 2016 г. е министър на местното самоуправление.